# سیمون براردی
سیمون براردی (انگلیسی: Simone Berardi؛ زادهٔ ۳۰ اکتبر ۱۹۷۹) بازیکن فوتبال اهل ایتالیا است.
از باشگاه‌هایی که در آن بازی کرده‌است می‌توان به باشگاه فوتبال لاتینا و باشگاه فوتبال یو. اس. پرگولیتزه اشاره کرد.